# دندانپزشکی سازگار با محیط زیست
دندانپزشکی سازگار با محیط زیست (به انگلیسی: Eco-friendly dentistry) توسط دندانپزشکان و سازمان‌های دندان پزشکی مختلف تعریف شده‌است و در درجه اول شامل دندانپزشکی عمومی، جراحی دهان و دندان و سایر خدمات دندانپزشکی تخصصی شامل شیوه‌های سبزبرای کاهش تأثیر بر اکوسیستم، محیط زیست و شیوه‌های درمان بیمار می‌باشد.

## مرور
اولین مرجع بین‌المللی به دندانپزشکی سازگار با محیط زیست ® در دانشگاه واترلو توسط دکتر علی فراهانی و میتل سوچاک در ۳ آوریل ۲۰۰۷ منتشر شد. . آن‌ها در مطالعه خود، دندانپزشکی سازگار با محیط زیست ® را یک "رویکرد در دندانپزشکی که با نگه داشتن مصرف منابع در راستای اقتصاد طبیعت، حفاظت از محیط خارجی به وسیله حذف یا کاهش مواد زائد، ترویج رفاه تمام کسانی که در محیط‌های بالینی اند، و کاهش آگاهانه مواد شیمیایی در هوای تنفسی، شیوه‌های پایا را پیاده سازی می‌کند" تعریف کرده‌اند.
در تاریخ ۲۲ دسامبر ۲۰۰۹، دکتر استیون کوس، DDS، MD برای دندانپزشکی سازگار با محیط زیست علامت تجاری گذاشت و آن را به‌طور رسمی به عنوان یک روش نوین در حال تکامل دندانپزشکی در ایالات متحده تعریف کرد که شامل تخصیص همزمان پایایی ، پیشگیری، احتیاط، و حداقل تهاجمات بیمار-محور و همچنین فلسفهدرمان جهانی-محور است. دندانپزشکی سازگار با محیط زیست ®، از طریق طراحی و عملیات سبز، از سلامت فوری بیماران و اعضای تیم، سلامت جامعه اطراف و سلامت جامعه جهانی و منابع طبیعی محافظت می‌کند. دندانپزشکی سازگار با محیط زیست ® شامل در نظر گرفتن محیط زیست در مواد تجهیزات پزشکی، مدیریت زباله‌های بیمارستانی و روش‌ها و مواد درمان بیمار است.
دندانپزشکی سازگار با محیط زیست ® معمولاً به عنوان مترادفی برای دندانپزشکی سبز استفاده می‌شود.
دندانپزشکی سبز توسط انجمن دندانپزشکی سازگار با محیط زیست به عنوان "یک رویکرد تکنولوژیکی پیشرفته که اثرات زیست محیطی روشهای دندانی را کاهش می‌دهد و شامل مدلی خدماتی برای دندانپزشکی است که سلامتی را حفظ و پشتیبانی می‌کند" تعریف شده‌است.

## تاریخچه
در سال ۲۰۰۸، انجمن دندانپزشکی سازگار با محیط زیست توسط دکتر فرد پوکراس و همسرش، اینا پوکراس، تأسیس شد. . انجمن دندانپزشکی محیط زیست (EDA) "آموزش، استانداردها و ارتباط" با بیماران و دندانپزشکانی را فراهم می‌آورد که دندانپزشکی سبز را انجام می‌دهند. هدف EDA کمک به دندانپزشکان "برای رسیدن به جایگزین‌های ایمن و قابل استفاده مجدد است که با جایگزین کردن کاغذ با رسانه‌های دیجیتال هر زمان که این کار ممکن باشد، هزینه‌های اجرایی دندانپزشکان را پایین می‌آورد". [6] در فوریه  ۲۰۱۱، EDA دارای حدوداً ۶۰۰ عضو بود.
پس از آغاز به کار EDA، صنعت دندان، دندانپزشکان و جراحان دهان بیشتری را به خو دید که انتخاب می‌کردند دفاتر خود را با محیط زیست سازگار سازند.
مینت دنتال ورکز در پورتلند، اورگان، اولین مطب دندان مورد تأیید LEED و به‌طور رسمی سبز در ایالات متحده آمریکا بود.
همچنین در سال ۲۰۰۸، دکتر استیون کوس، DDS، MD نخستین تسهیلات جراحی دهان و دندان کاملاً سبز ایالات متحده، استودیو جراحی دهان و دندان و ایمپلنت ORA ®، را در شیکاگو، ایلینوی، تأسیس کرد که بر پایایی و روشهای دندانپزشکی سازگار با محیط زیست ® تمرکز داشت. Dr. Koos is a dual-degree Chicago oral and maxillofacial surgeon and is an advisory board member for the Eco Dentistry Association دکتر کوس یک جراح دهان و فک و صورت و عضو هیئت مشاوره انجمن دندانپزشکی سازگار با محیط زیست  و یک عضو کمک کننده شورای جراحی مسئول محیط زیست با اِعمال روشهای سلامت سبز است.

## عناصر دندانپزشکی سازگار با محیط زیست
عناصر خاصی در ساخت بنا و اداره، عملیات اداری و شیوه‌های درمان بیمار به کار می‌رود که دندانپزشکی سازگار با محیط زیست را از دندانپزشکی سنتی متمایز می‌سازد.

## ساخت بنا و اداره
- برنامه ریزی دقیق و ساخت یک ساختمان سبز شامل عضویت در شورای ساختمان سبز ایالات متحده (USGBC) و امکانات ساختمان مطابق با دستورالعمل‌های رهبری در طرح انرژی و محیطی (LEED)، به عنوان یک معیار ملی برای ساخت ساختمان‌های سبز.
- استفاده از طراحی داخلی، اتمام  و منسوجات سبز، از جمله عناصر داخلی که عاری از سموم پایدار زیست باره (PBT) و ترکیبات آلی فرار (VOCs) هستند و از زباله‌های پس صنعتی یا ضایعات پس از مصرف یا از منابع پایدار ساخته شده‌اند.
- صدور]]گواهینامه]] LEED USGBC برای EBOM (عملیات و تعمیر و نگهداری ساختمان‌های موجود)

## عملیات مربوط به دفتر
- رسم نمودار بیمار بدون کاغذ و ثبت نام، درخواست‌های الکترونیکی، فراخوانی و یادآوری بیمار به صورت الکترونیکی.
- رادیوگرافی دیجیتال که از بین بردنده تولید فیلم است، پردازنده‌های مواد شیمیاییسمی]] و فیکساتیوها و قرار دادن کمتر بیمار در معرض تشعشعات.
- خرید زیست محیطی آگاهانه محصولات و خدمات.
- کاهش قابل توجه در تولید مواد زائد جامد و نسبت بالای بازیافت. خرید محصولات و کالاهای کاغذی تنها از منابع تحت تأیید FSC.
- استفاده از معیارهای معتبر تعیین شده توسط راهنمای سبز برای بهداشت و درمان (GGHC) و انجمن دندانپزشکی محیط زیست (EDA)
- استفاده از ۱۰۰٪ انرژی پایدار برای قدرت رساندن به هر وسیله.
- تهاتر CO2 با کربن تأیید شده و سرمایه گذاری در مبارزات انتخاباتی احیای جنگل.
- تدوین یک تیم سبز با مسئولیت‌ها و اهداف تعیین شده
- ضبط و انتشار گفته‌هایی در رابطه با ضایعات به لحاظ زیستی خطرناک،]]زباله‌های جامد]]، مواد قابل بازیافت، مصرف آب و مصرف انرژی به منظور تعیین اهداف سالانه، بهبودسازی و مقایسه آن با معیارهای ملی.
- اِعمال برنامه رسمی مسئولیت اجتماعی شرکت (CSR) در ساختار همکاری.
- حذف یا تغییر زباله‌های زیستی خطرناک از طریق واحدهای Demolizer II و/ یا Pella - DRX
- استفاده از جداکننده آمالگام یا حذف‌کننده جیوه برای جلوگیری از ورود جیوه و آلوده‌سازی سیستم آب شهری.
- استفاده از سیستم‌های خلاء خشک و سیستم‌های توده‌ای استریلیزه کننده ابزار، علاوه بر شیرآلات کم جریان خودکار و سرویسهای بهداشتی برای حفاظت از آب.
- خرید رسمی زیست محیطی محصولات و خدمات (EPPS)
- ایجاد یک بیانیه ماموریت رسمی و وفادار بودن نسبت به اصول پیشگیرانه

## روش‌های مربوط به بیمار
- انجام دندانپزشکی بدون فلز و جیوه، و انجام آن با آمالگام
- استفاده از مواد غیر سمی، پاکسازی سبز و استریلیزه کردن محصولات و تجهیزات
- استفاده صرفاً از محصولات و مواد تأیید شده با "مهر و موم سبز"
- تایید کردن با برنامهGreen DOC  EDA
- استفاده از استریلیزه کردن با حرارت-خشک یا بخار به جای استریلیزه کردن با مواد شیمیایی
- بازیافت ابزار شکسته یا غیرقابل استفاده در برنامه‌ای مانند Hu-Friedy's Environdent
- استفاده از بیس (۲ اتیل هگزیل) فتالات عاری از فتالات (بدون DEHP)، لوله‌های جراحی و کیسه‌های مایع داخل وریدی عاری از پلی وینیل کلرید (بدون PVC)
- استفاده از پیش بند بیمار بدون سرب و محافظ در برابر پرتوهای اشعه ایکس
- استفاده از رزین کامپوزیت‌ها و لوازم دهان و دندان بدون BPA